# ليمور أسود ذو العينين الزرقاء
ليمور أسو ذو العينين الزرقاء أو ليمور سكلاتير (الاسم العلمي: Eulemur flavifrons)، نوع من الرئيسيات يتبع جنس الليمور الحقيقي وفصيلة الليموريات. يمكن أن يبلغ طول جسمه 39-45 سم، وطول الذيل 51-65 سم - بطول إجمالي 90-100 سم، ويزن 1.8-1.9 كجم. موطنه مدغشقر، وهو مهدد بالانقراض.